# Abebé

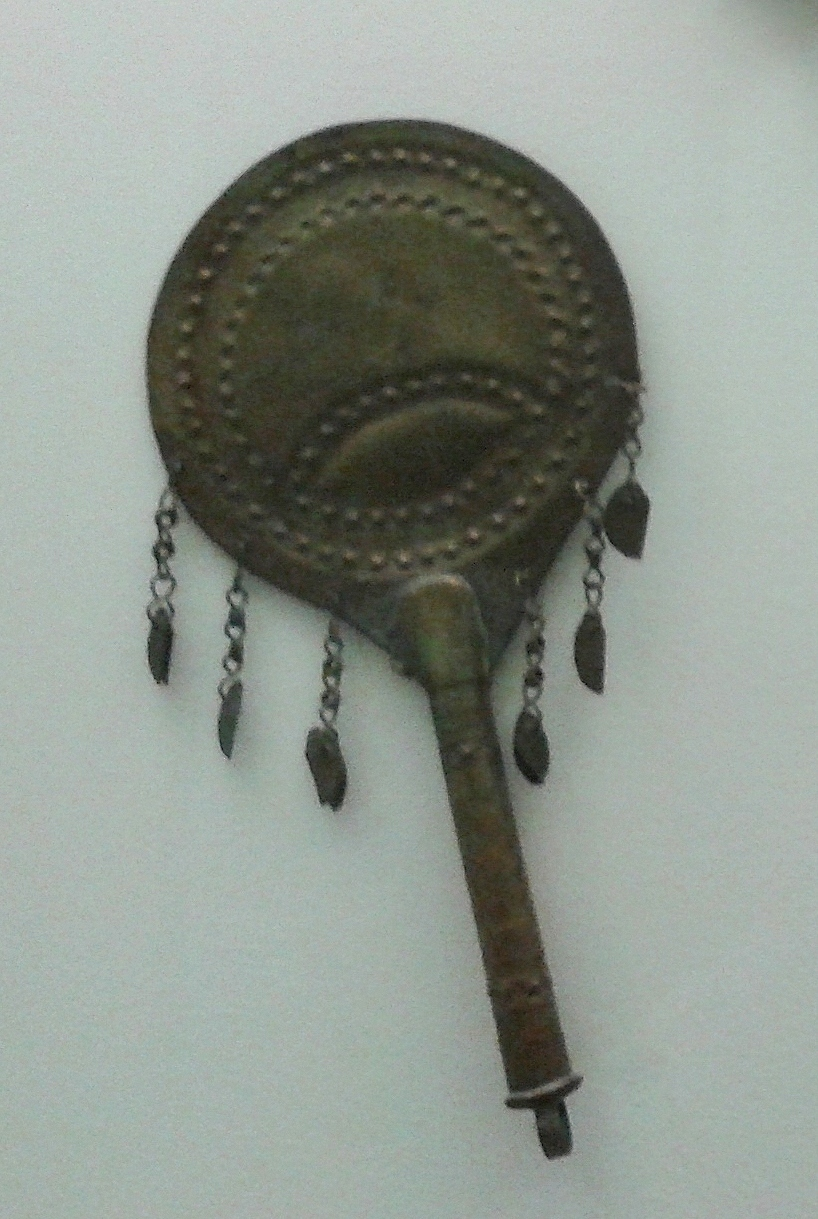

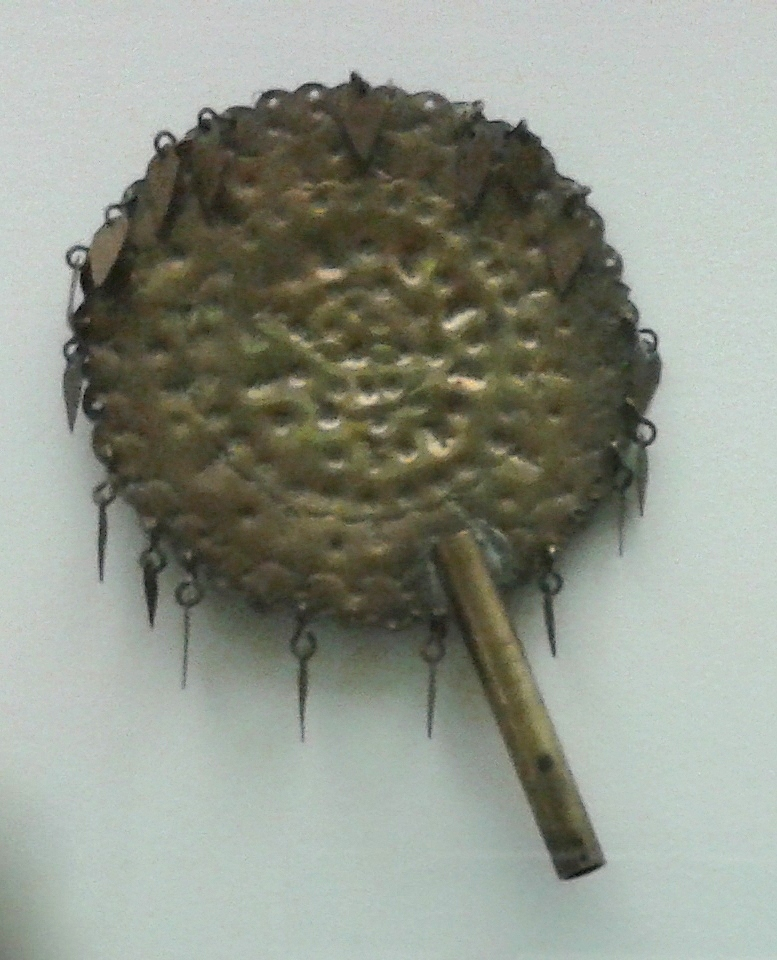
Abebé - Objeto ritual de Oxum. Acervo de etnologia africana e afro-brasileira do Museu Nacional/UFRJ - Rio de Janeiro, Brasil

Abebé é um leque em forma circular, usado por Oxum quando feito em latão ou dourado, alguns podem trazer um espelho no centro, e usado por Iemanjá quando prateado, normalmente trazem desenhos simbólicos. Tais desenhos, são geralmente corações quando para Oxum, ou peixes, para Iemanjá. São utilizados nos rituais de Candomblé, Xangô do Nordeste, Xambá, Batuque, Omolocô.